# Snoeyinksbeek

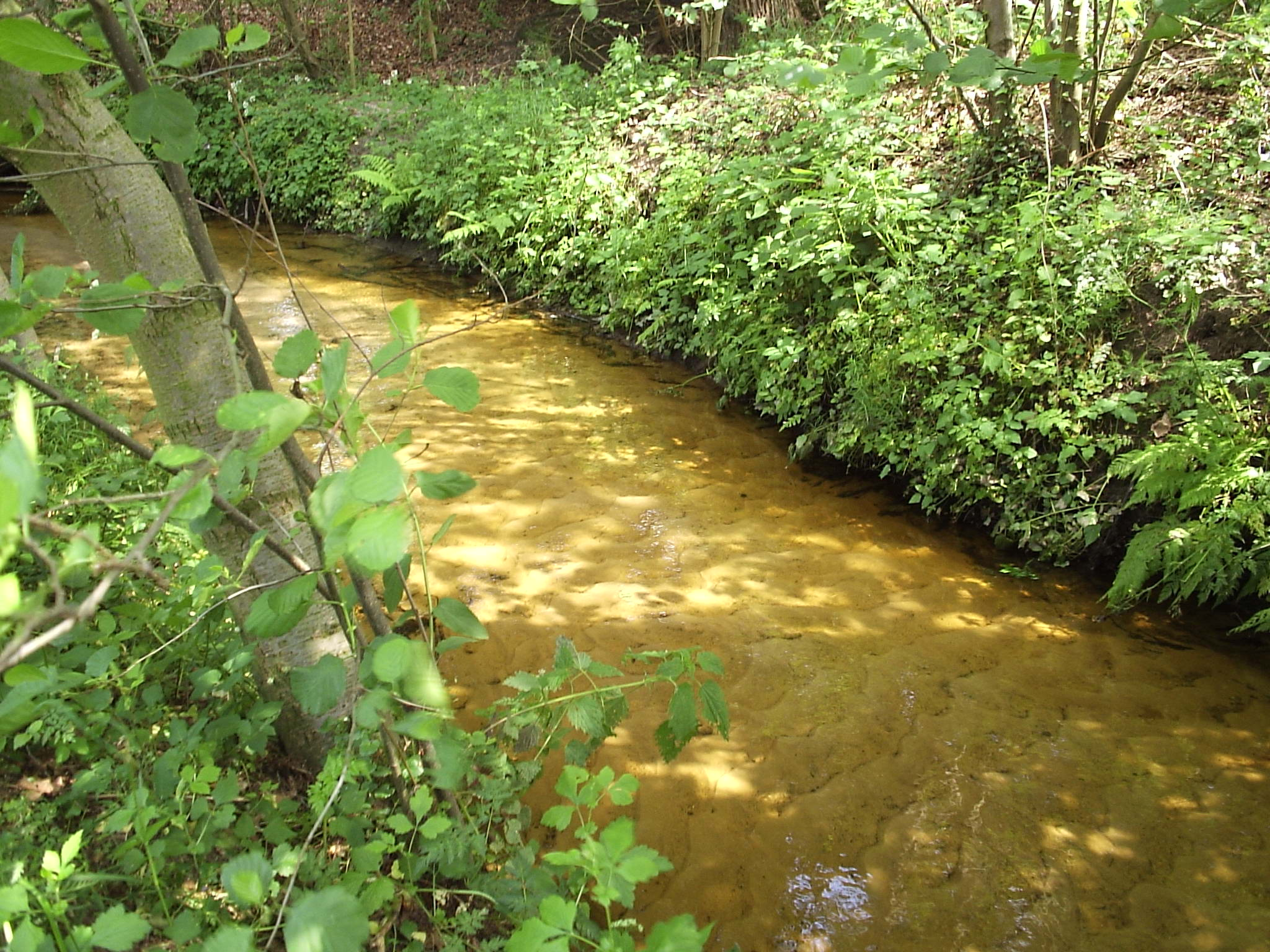
De Snoeyinksbeek

De Snoeyinksbeek is een houtwalbeek in de Twentse gemeente Losser die ontspringt in natuurgebied Boerskotten en uitmondt in de Dinkel. Langs deze beek komt de zeldzame ijsvogel voor, alsmede diverse soorten zeldzame planten. Bij De Lutte is een overstromingsgebied voor de beek gemaakt, zodat deze bij hoge waterstand zonder overlast te veroorzaken buiten de oevers kan treden. De Snoeyinksbeek is een van de 29 zijbeken van de Dinkel. De beek is met haar aanliggende gronden als beschermd natuurmonument aangewezen.
Natuurmonumenten heeft samen met het Waterschap Regge en Dinkel een project uitgevoerd langs de Snoeyinksbeek. Door een ontgravingsplan van enkele graslandpercelen zijn hier de functies waterberging en natuurontwikkeling gecombineerd.
In de benedenloop van de Snoeyinksbeek groeien en bloeien veel planten. De benedenloop heeft hier aan het begin van de 21ste eeuw zijn oorspronkelijke loop teruggekregen. Oude, in de bodem weggezakte zaden zijn weer ontkiemd. Planten zoals draadgentiaan, echt duizendguldenkruid, riempjes, kleine zonnedauw, liggend hertshooi en waterviolier groeien weer in het gebied. Daarnaast is donker glanswier ontdekt.

## Het dal van de Snoeyinksbeek
De Snoeyinksbeek is een relatief natuurlijke beek, die op veel plekken nog vrij meandert en over grote lengte (5400 meter) wordt begeleid door houtwallen met zwarte els, es en hazelaar. Het waterschap Regge en Dinkel heeft in 1988 op alle kaal geworden oevers opnieuw inheems plantsoen geplant.